# Shirakawa Shinya
Shinya Shirakawa (sinh ngày 7 tháng 8 năm 1981) là một cầu thủ bóng đá người Nhật Bản.

## Sự nghiệp câu lạc bộ
Shinya Shirakawa đã từng chơi cho Avispa Fukuoka.